# Convenção das Nações Unidas sobre Prestação de Alimentos no Estrangeiro
A Convenção sobre Prestação de Alimentos no Estrangeiro é um tratado das Nações Unidas de 1956, que permite que indivíduos executem extraterritorialmente decisões judiciais relativas a pensão alimentícia. É aplicável quando a pessoa que requer a pensão de alimentos e a pessoa a quem se requer a prestação residiem em Estados diferentes que ratificaram a Convenção.
A Convenção foi concluída em 20 de junho de 1956 na Conferência das Nações Unidas sobre Obrigações Alimentares, realizada na sede da ONU em Nova Iorque, de 29 de maio a 20 de junho daquele ano. Foi assinada em 24 e entrou em vigor em 25 de maio de 1957. Em 2022, existiam 64 estados que ratificaram a Convenção, o que inclui 63 estados membros das Nações Unidas mais a Santa Sé. Outros 24 estados assinaram a convenção, mas ainda não a ratificaram internamente.
Os princípios contidos na Convenção das Nações Unidas foram atualizados em 2007 com a conclusão da Convenção da Haia sobre a Cobrança Internacional de Alimentos para Crianças e Outros Membros da Família, que passou a substituí-la nas relações entre os Estados Contratantes, na medida em que seu âmbito de aplicação entre os Estados corresponda ao âmbito de aplicação da nova Convenção.
Assim, como o Brasil foi um dos países que ratificou a nova Convenção da Haia de 2007 (por meio do Decreto nº 9.176, de 19 de outubro de 2017) a aplicação da Convenção das Nações Unidas ficou restrita apenas às relações de brasileiros com residentes de países que não façam parte da nova Convenção, mas que sejam signatários da Convenção de 1956.